# Chang Sung-taek
{{Bio
|Nome = Sung-taek
|Cognome = Chang
|CognomePrima = ko
|PostCognome = (coreano{{|장성택|Jang Song-thaek o Chang Sung Taek o Jang Seong-taek o Chang Sŏngt'aek||張成澤}})
|Sesso = M
|LuogoNascita = Chongjin
|GiornoMeseNascita = 2 febbraio
|AnnoNascita = 1946
|LuogoMorte = Pyongyang
|GiornoMeseMorte = 12 dicembre
|AnnoMorte = 2013
|Epoca = 1900
|Epoca2 = 2000
|Attività = politico
|Nazionalità = nordcoreano
|PostNazionalità = , cognato del leader supremo Kim Jong-il e zio di Kim Jong-un
}}
Era vicepresidente della Commissione di Difesa Nazionale, una posizione considerata seconda solo a quella della Guida Suprema, ed era considerato un "consigliere politico chiave" di Kim Jong Un.
Nel dicembre 2013, Jang è stato bruscamente accusato di essere un controrivoluzionario, privato di tutti i suoi incarichi ed espulso dal Partito dei Lavoratori di Corea (WPK). Le sue foto sono state rimosse dai media ufficiali e la sua immagine rimossa digitalmente dalle foto con altri leader nordcoreani. Il 13 dicembre, i media statali nordcoreani hanno annunciato che era stato giustiziato da un plotone di esecuzione.

## Biografia
Chang nacque a Chongjin, durante l'amministrazione civile sovietica della Corea del Nord. Si diplomò alla Kim Il Sung Senior High School prima di partire per Mosca, dove studiò all'Università Statale di Mosca tra il 1968 e il 1972. Dopo il suo ritorno in Corea, sposò Kim Kyong-hui, la sorella minore (e unica) di Kim Jong Il. La coppia ebbe una figlia, Jang Kum-song (1977-2006), che visse a Parigi come studentessa; rifiutò l'ordine di tornare a Pyongyang e poi, secondo quanto riferito, si suicidò nel settembre 2006, a causa dell'opposizione di Chang e della moglie alla sua relazione con il suo fidanzato.

### Inizio carriera
A partire dagli anni '70, Jang ricoprì una serie di posizioni nel Partito dei Lavoratori della Corea (WPK). Il suo primo incarico è stato quello di istruttore per il Comitato della città di Pyongyang del Partito dei Lavoratori. Alla fine degli anni '70, tuttavia, la carriera di Jang si fermò quando fu mandato via dal partito centrale per diventare direttore di una fabbrica di acciaio e ferro a Nampo, un'apparente retrocessione. I rapporti dicevano che stava diventando troppo potente o, secondo altri resoconti, che aveva uno stile di vita troppo ostentato. È stato riferito che Jang subì gravi ustioni in un incidente industriale nella fabbrica di Chollima/Kangson. La sua carriera si riprese e divenne vicedirettore del Dipartimento per il Lavoro Giovanile del 6° Comitato Centrale del WPK nel 1982 e direttore nel 1985. È stato eletto per la prima volta all'Assemblea Suprema del Popolo (SPA), il parlamento nominale della Corea del Nord, nel 1986.
Nell'aprile 1989, Jang è stato nominato Eroe del Popolo; nel giugno 1989 è stato eletto membro supplente del 6º Comitato centrale del Partito dei lavoratori della Corea e nell'aprile 1992 nominato membro dell'Ordine di Kim Il Sung. Nello stesso anno fu promosso a membro a pieno titolo del 6º Comitato Centrale e nel 1994 fece parte  del comitato funebre di Kim Il Sung. Chang è stato nominato  vicedirettore del Dipartimento di Organizzazione e Orientamento del WPK nel novembre 1995.  Era stato indicato da analisti esterni, così come dal disertore nordcoreano ed ex alto funzionario Hwang Jang-yop, come possibile successore di Kim Jong Il; tuttavia, improvvisamente scomparve dalla scena politica. Il 25 novembre 2004, il Gukhoe', il parlamento della sudcoreano, fu informato che Chang era stato epurato dal suo incarico.  Alcuni rapporti dell'intelligence sudcoreana indicavano che Chang era agli arresti domiciliari a Pyongyang, altri suggerivano che fosse stato inviato da qualche parte per la "rieducazione".

### Riabilitazione
Chang riapparve nel marzo 2006 accompagnando Kim Jong-il in una visita ufficiale in Cina, detentore dell'incarico di "primo vicedirettore di dipartimento". Nell'ottobre dell'anno successivo, era stato nominato direttore del dipartimento amministrativo del Partito, apparentemente con responsabilità sugli organi giudiziari e di polizia.
Secondo alcune fonti, fra cui Choi Jin Wook, dell'Istituto per l'Unificazione Nazionale di Seul, dopo l'infarto di Kim Jong-il del 2008 sarebbe stato Chang a governare di fatto il Paese. Nell'aprile 2009, Chang venne eletto membro della Commissione di Difesa Nazionale, facendone così un potenziale successore di Kim Jong-il contro il figlio di quest'ultimo, Kim Jong-un. Nel giugno 2010 fu eletto vicepresidente della Commissione.
Il suo ruolo era quello di assicurare una transizione pacifica del potere a Kim Jong-un. Nella Conferenza nazionale del settembre 2010 è stato eletto membro del Politburo e della Commissione militare centrale.
Nel novembre 2013 è stato esautorato da tutte le cariche e arrestato durante una riunione del Politburo. Processato per aver progettato un colpo di Stato, è stato giustiziato nel dicembre dello stesso anno all'età di 67 anni.